# مرد درهم‌شکسته
«مرد درهم‌شکسته» (انگلیسی: The Broken Man) قسمت هفتم از فصل ششمِ مجموعهٔ تلویزیونیِ خیال‌پردازانهٔ بازی تاج‌وتخت و قسمت ۵۷ از کلِ این سریال است.
فیلم‌نامه‌نویس این قسمت بریان کاگمن و کارگردان آن مارک مایلود است، و تنها حضور ایان مک‌شین در کلِ این مجموعهٔ تلویزیونی است.
عنوان این سریال از سخنرانیِ «سپتون مریبالد» دربارهٔ مردان شکست‌ خورده گرفته شده‌ است و اشاره‌ای است به بازگشت سندور کلگین. سندور در نبردی سخت با برین تارث، تا پای مرگ رفت و درهم‌ شکسته شد و اینک در محله‌ای آرام و به‌ دور از هیاهو زندگی می‌کند. در کتاب ترانهٔ یخ و آتش واژهٔ مرد درهم‌شکسته اصطلاحی است که برای سربازان وظیفه‌ای به‌ کار می‌رود که در دوران جنگ، فرار می‌کنند و به دزدانِ سرِ گردنه مبدل می‌شوند. مردانی که از یک روز، به روزی دیگر زنده‌اند. «سپتون مریبالد» یک سخنرانی طولانی دربارهٔ این گونه مردان دارد و می‌گوید که باید به‌ حال چنین مردان درهم‌ شکسته‌ای، و همچنین وضعیت و روزگار اسف‌ بارشان تأسف خورد. او در این سخنرانی، شأن چنین مردانی را تا حد حیوانات پائین می‌آورد.
این قسمت از سریال بازی تاج‌وتخت را ۷٫۸ میلیون خانوار آمریکایی در نخستین پخش خود از شبکه اچ‌بی‌او دیدند، که افزایشی قابل توجه نسبت به آمار بینندگان هفته قبل برای قسمت هم‌خون من با ۶٫۷۱ میلیون بیننده بود؛ افتی که به تعطیلات آخر هفته روز یادبود در ایالات متحده نسبت داده شد. این قسمت همچنین در گروه سنی ۱۸ تا ۴۹ سال امتیاز ۳٫۹۵ را کسب کرد و به پربیننده‌ترین برنامه‌ی تلویزیون کابلی در آن شب تبدیل شد. در بریتانیا، این قسمت را ۲٫۷۲ میلیون نفر در شبکه اسکای آتلانتیک تماشا کردند و به پربیننده‌ترین برنامه‌ی آن هفته‌ی این شبکه بدل گردید. همچنین ۰٫۱۳۳ میلیون نفر این قسمت را در زمانی غیر از زمان اصلی پخشش مشاهده کردند.